# Zeala walkerae
Zeala walkerae är en stekelart som beskrevs av Boucek 1988. Zeala walkerae ingår i släktet Zeala och familjen puppglanssteklar. Inga underarter finns listade i Catalogue of Life.